# Abbaye de Hillersleben
L'abbaye de Hillersleben est une ancienne abbaye bénédictine à Hillersleben, dans le Land de Saxe-Anhalt utilisée comme église paroissale luthérienne de l'Église protestante en Allemagne centrale.

## Histoire
L'abbaye de Hillersleben est d'abord un couvent fondé dans la seconde moitié du Xe siècle. Après une destruction par les Slaves vers l'an 1000, l'archevêque Gero de Magdebourg (de) fonde en 1022 une nouvelle église propriétaire (ecclesia propria). En 1096, des moines bénédictins d'Ilsenburg s'installent grâce à l'évêque Herrand de Halberstadt (de). En 1577, le monastère est soumis à la confession d'Augsbourg. Entre 1628 et 1632, il reste catholique puis devient la propriété du chapitre de la cathédrale de Magdebourg. En 1687, les biens de l'abbaye sont transformés en domaine[C'est-à-dire ?].